# Seznam hor a kopců Katalánska podle výšky

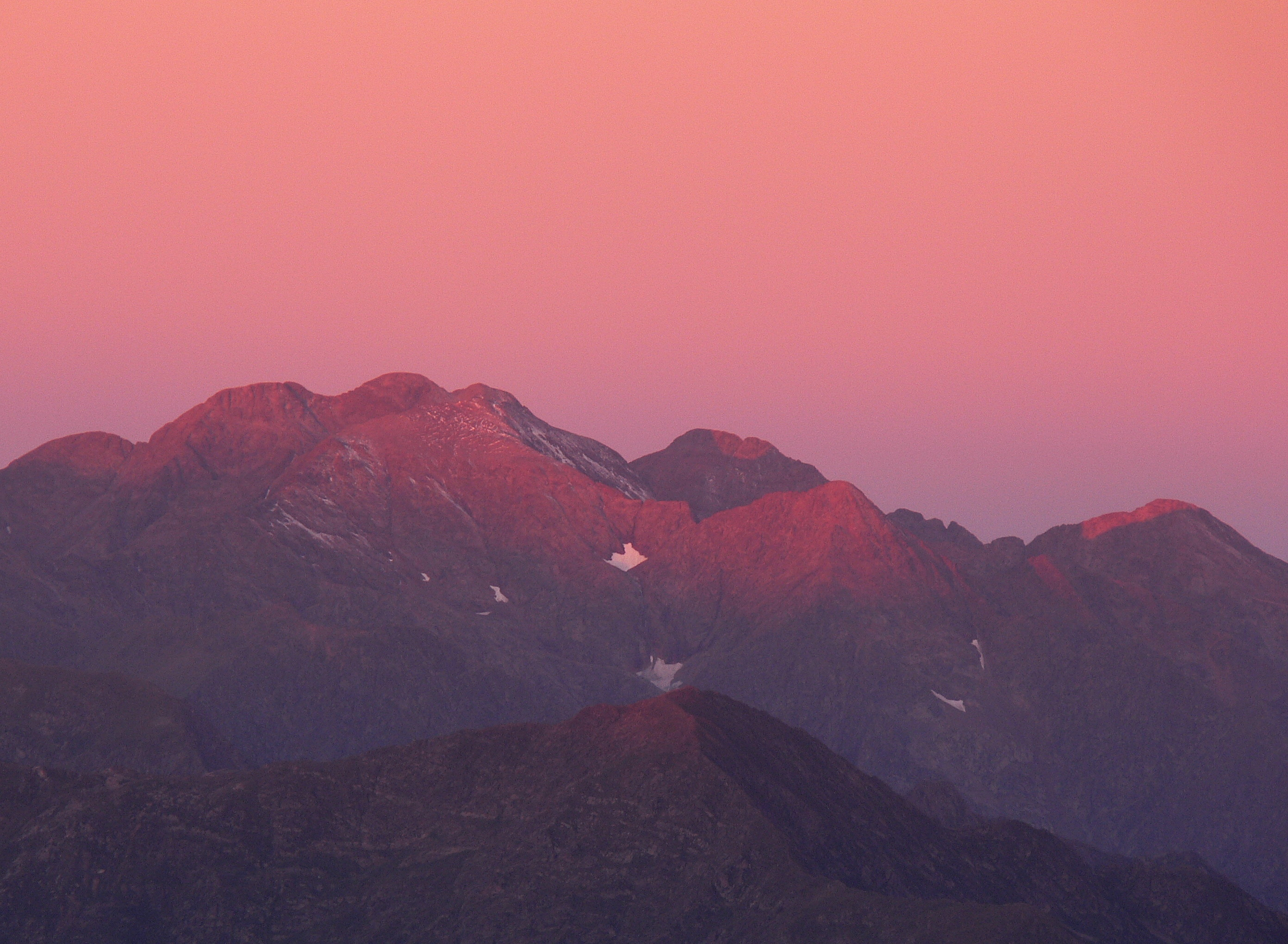
Pica d'Estats a její postavení v celém Montcalmském masivu, pohled od Saint-Barthelemy

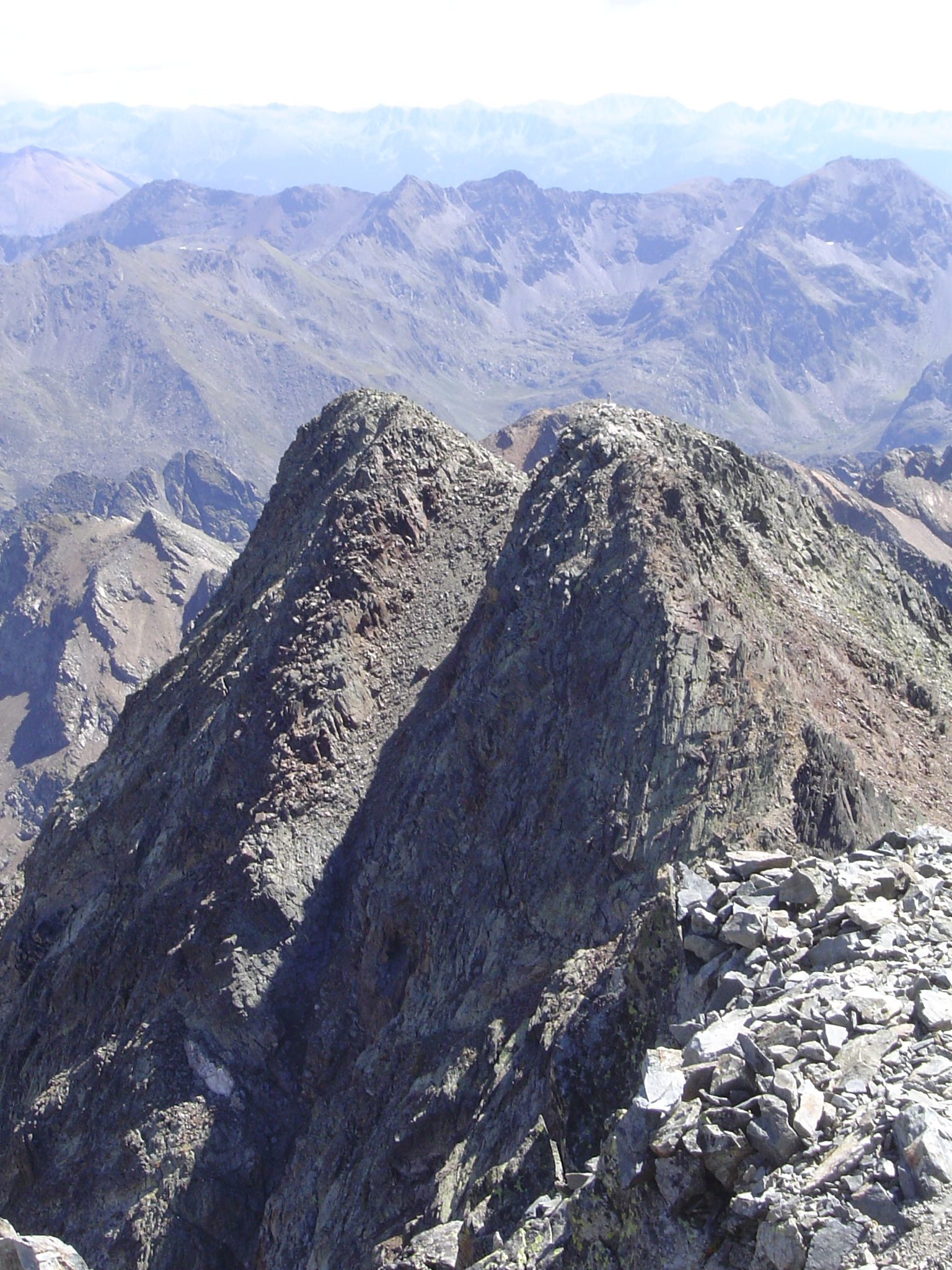
Pohled z vrcholu Pica d'Estats

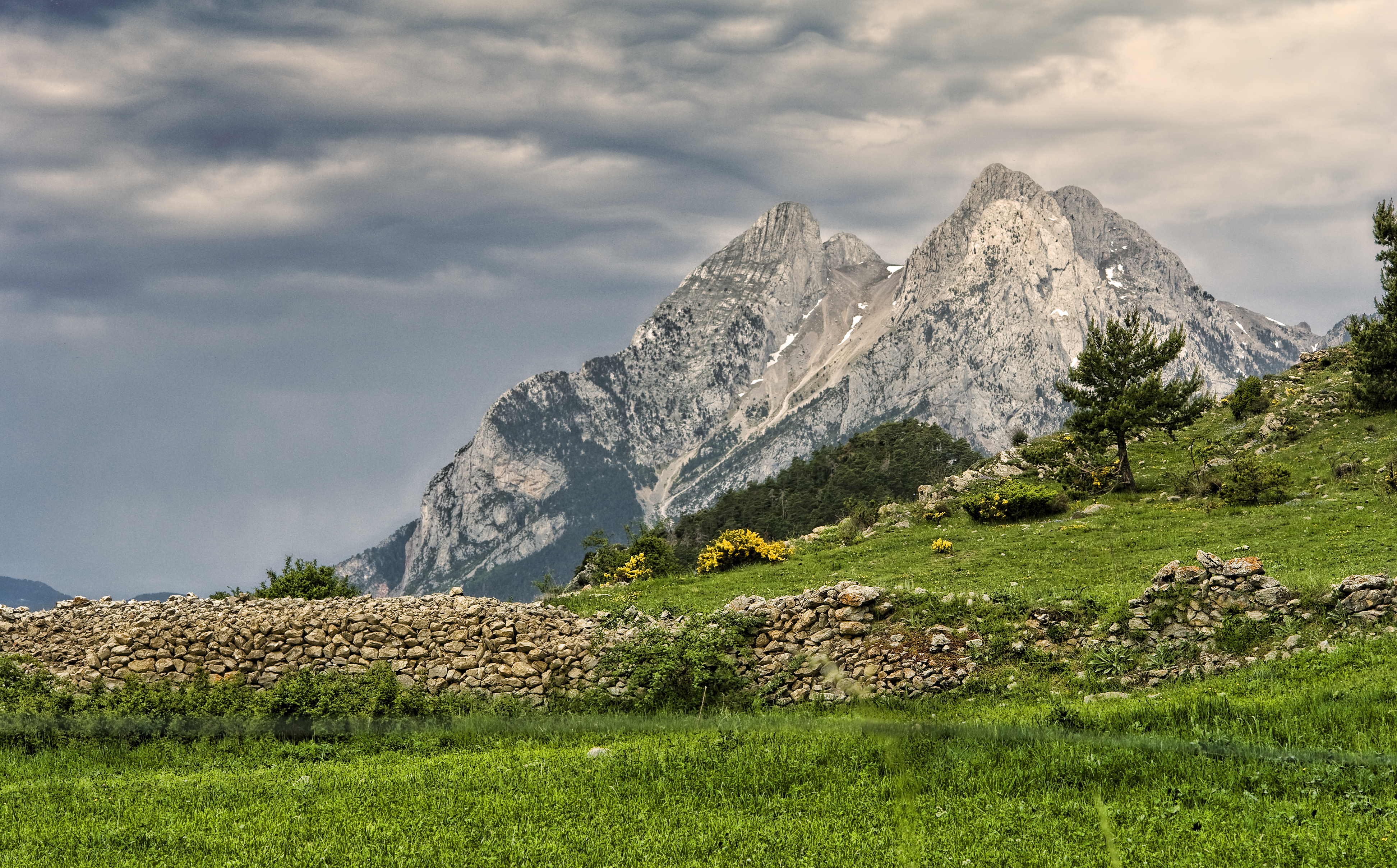
Další pohled na Pedraforca

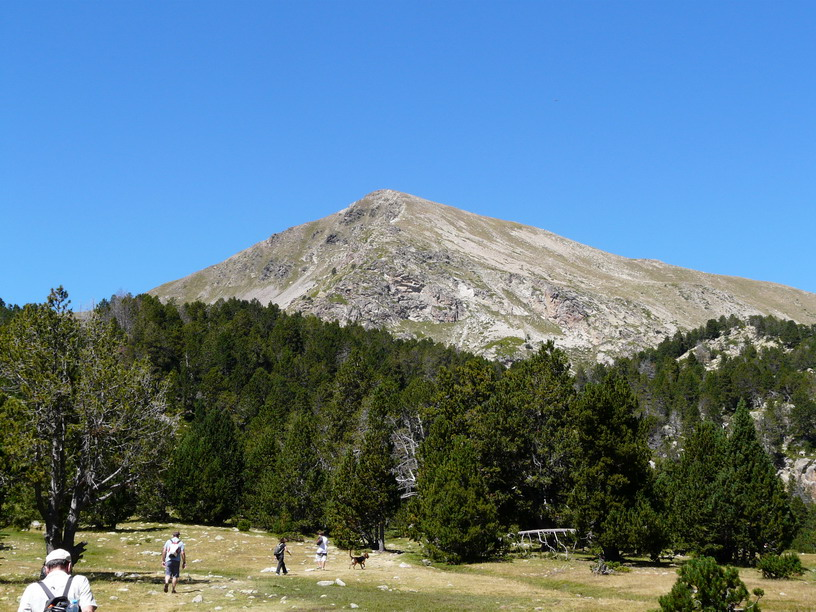
Tossal de la Truita, známá též jako Pic de Perafita

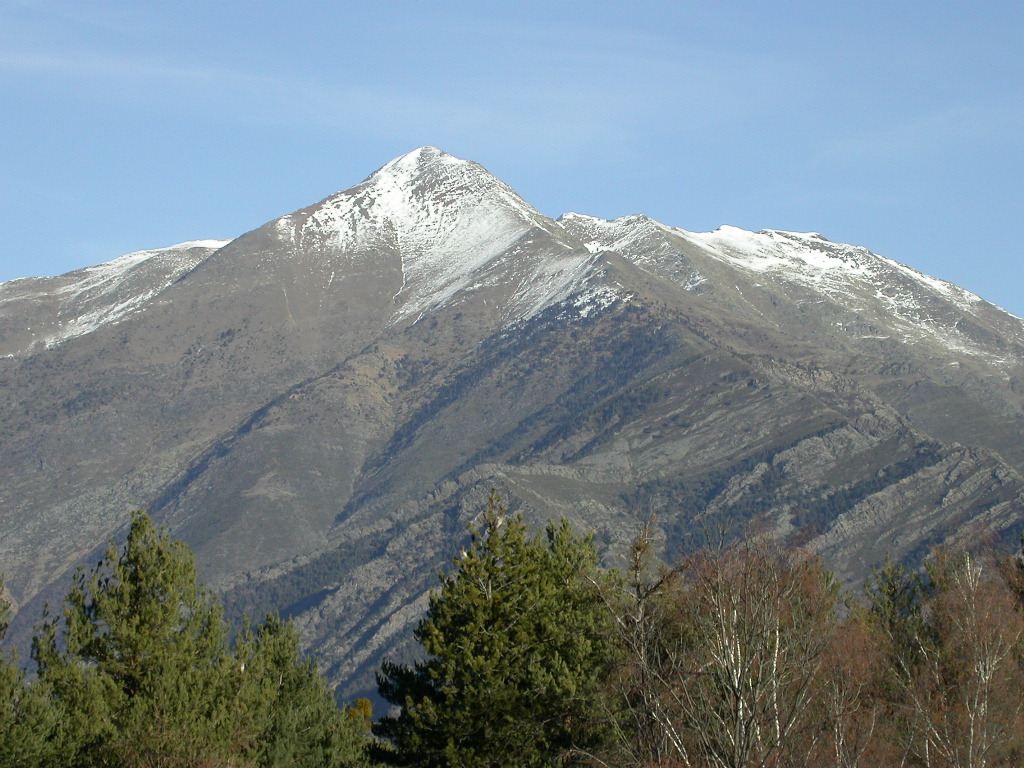
vrchol Monteixo

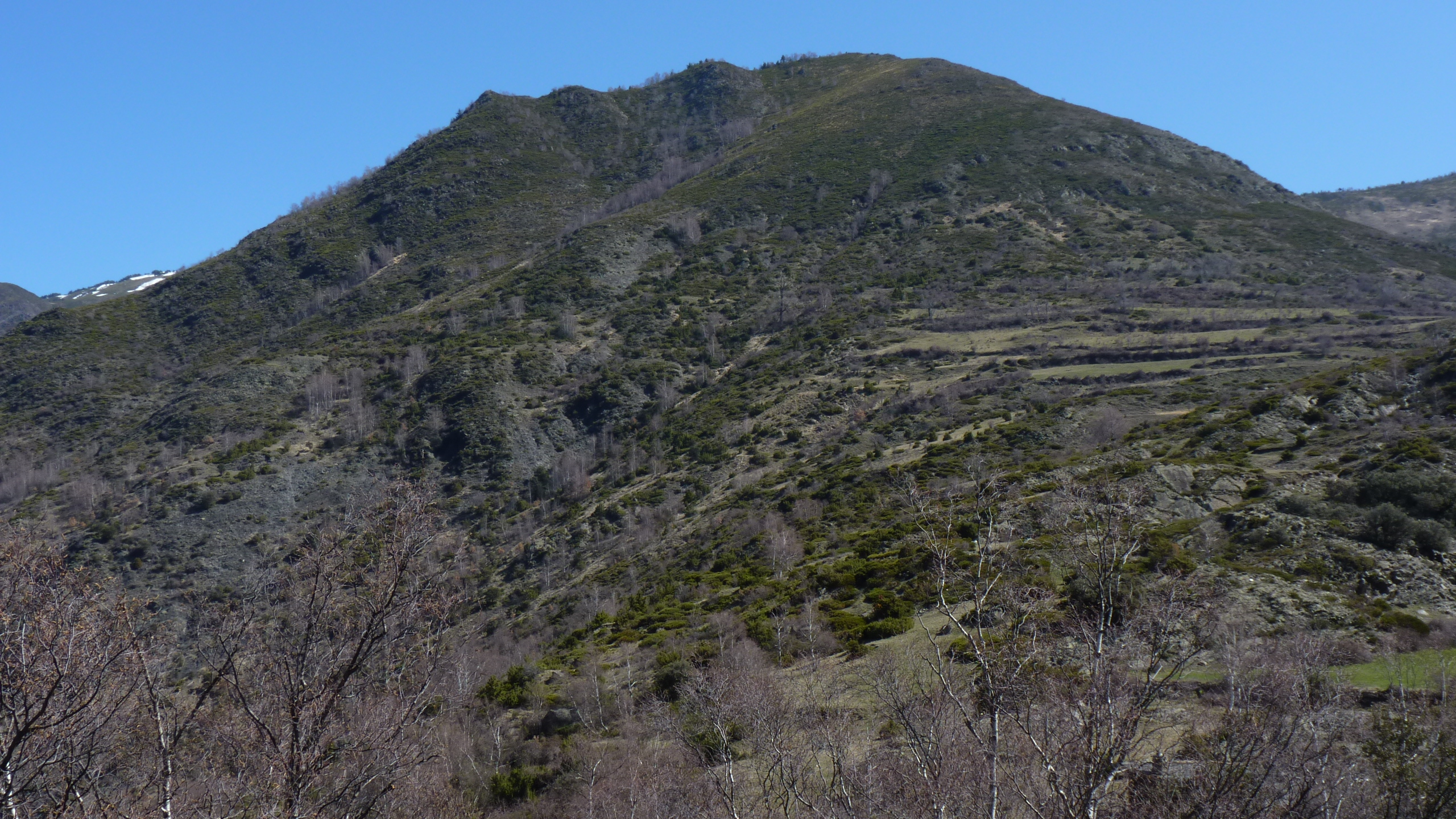
Roc Bataller, Pallars Sobirà

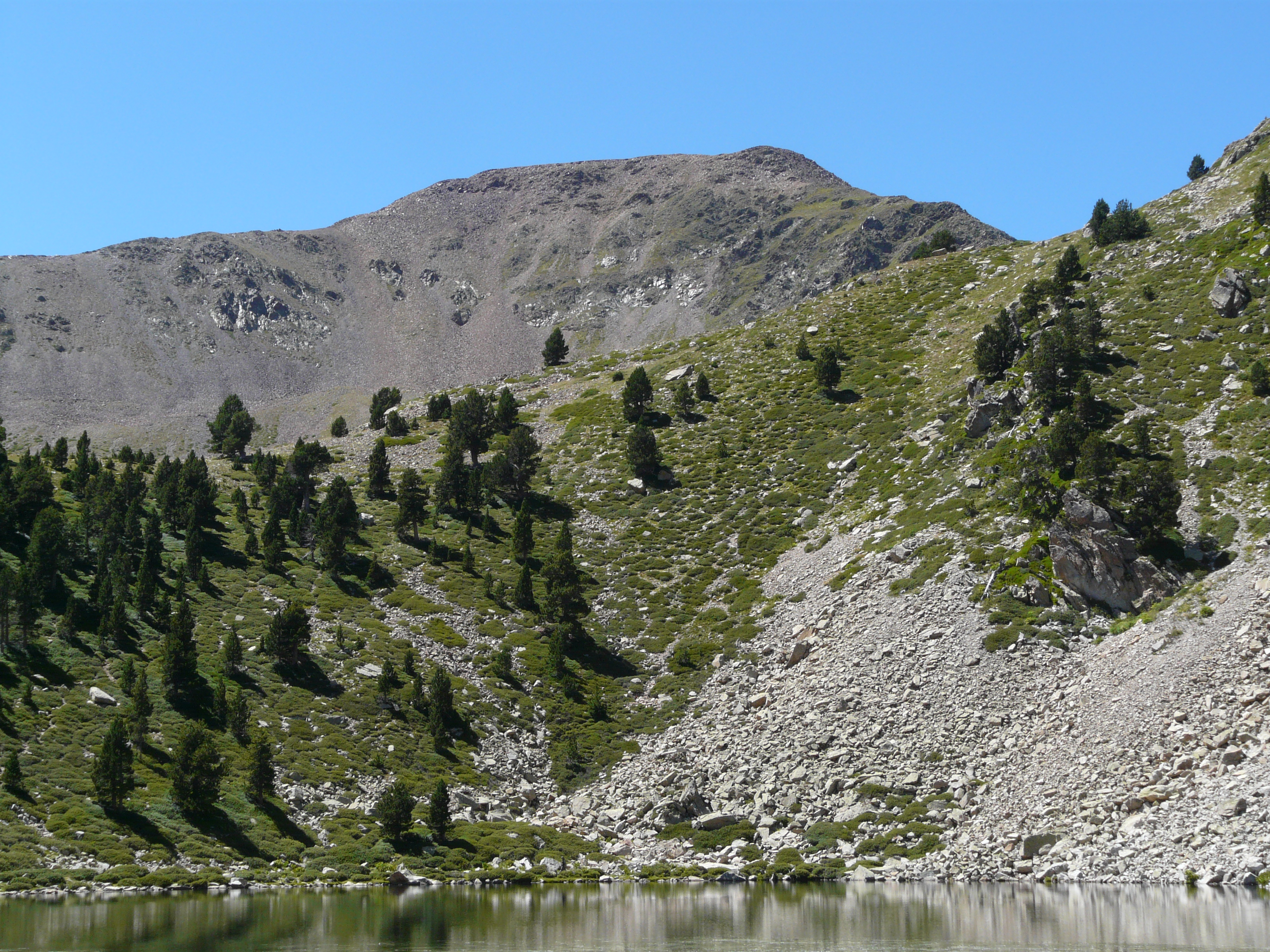
Monturull přes hřeben Gran de la Pera

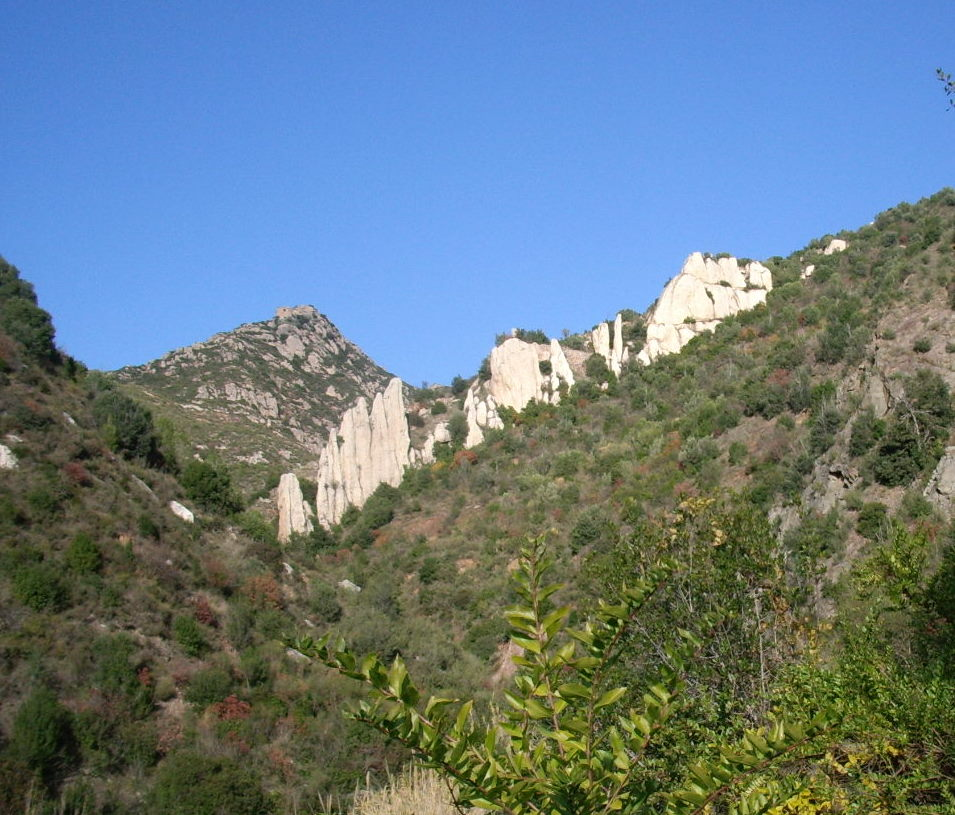
Puig de l'Hospici v dohledu Vacarisses

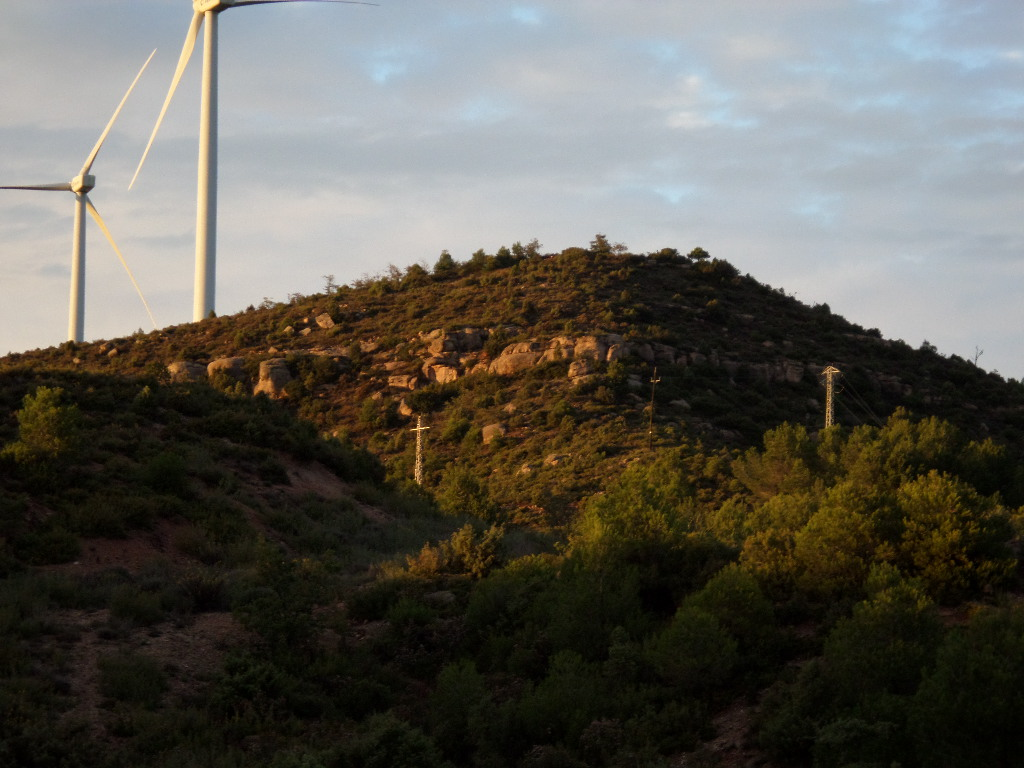
Còpia de Palomes (837m) ve Vnitřním Katalánsku

Toto je tabulka hor a kopců v Katalánsku podle nadmořské výšky:
| Vrchol                                      | Comarca                             | Hlavní masiv                                                 | Výška m n. m. |
| ------------------------------------------- | ----------------------------------- | ------------------------------------------------------------ | ------------- |
| Pica d'Estats                               | Pallars Sobirà, Arieja              | Moncalmský masiv, Pyreneje                                   | 3143.1 m      |
| Pic Verdaguer                               | Pallars Sobirà, Arieja              | Moncalmský masiv, Pyreneje                                   | 3129.1 m      |
| Punta Gabarró                               | Pallars Sobirà, Arieja              | Montcalmský masiv, Pyreneje                                  | 3105.0 m      |
| Pic de Sotllo                               | Pallars Sobirà, Arieja              | Moncalmský masiv, Pyreneje                                   | 3072.7 m      |
| Comaloforno                                 | Alta Ribagorça                      | Besiberrský masiv (Pyreneje)                                 | 3029.2 m      |
| Besiberri Sud                               | Alta Ribagorça                      | Besiberrský masiv (Pyreneje)                                 | 3023.4 m      |
| Punta Alta de Comalesbienes                 | Alta Ribagorça                      | Pyreneje                                                     | 3014.1 m      |
| Tuc de Molières                             | Vall d'Aran, Ribagorça              | Pyreneje                                                     | 3011.8 m      |
| Besiberri Nord                              | Alta Ribagorça, La Vall d'Aran      | Besiberrský masiv (Pyreneje)                                 | 3009.3 m      |
| Rodó de Canalbona                           | Pallars Sobirà, Arieja              | Montcalmský masiv, Pyreneje                                  | 3004 m        |
| Besiberri del Mig                           | Alta Ribagorça                      | Besiberrský masiv (Pyreneje)                                 | 2995.2 m      |
| Pic de la Pala Alta de Sarradé              | Alta Ribagorça                      | Pyreneje                                                     | 2983.4 m      |
| Pic de Peguera                              | Pallars Jussà Pallars Sobirà        | Pyreneje                                                     | 2980.1 m      |
| Pic de Canalbona                            | Pallars Sobirà, Arieja              | Montcamský masiv, Pyreneje                                   | 2965.3 m      |
| Pic de Contraix                             | Alta Ribagorça                      | Pyreneje                                                     | 2958.0 m      |
| Punta Senyalada                             | Alta Ribagorça                      | Besiberrský masiv (Pyreneje)                                 | 2952.6 m      |
| Pic de Subenuix                             | Pallars Sobirà                      | Pyreneje                                                     | 2950.5 m      |
| Coma Pedrosa                                | La Massana, Andorra                 | Pyreneje                                                     | 2942 m        |
| Gran Tuc de Colomers                        | Alta Ribagorça, La Vall d'Aran      | Pyreneje                                                     | 2933.5 m      |
| Roca Entravessada                           | Pallars Sobirà, Andorra             | Pyreneje                                                     | 2928.6 m      |
| Tossa Plana de Lles                         | Baixa Cerdanya, Andorra             | Pyreneje                                                     | 2903.9 m      |
| Pic de l'Estany Fondo                       | Pallars Sobirà                      | Pyreneje                                                     | 2813.7 m      |
| Puigpedrós                                  | Baixa Cerdanya, Alta Cerdanya       | Pyreneje                                                     | 2912.6 m      |
| Puigmal                                     | Ripollès, Alta Cerdanya             | Pyreneje                                                     | 2909.6 m      |
| Monteixo                                    | Pallars Sobirà                      | Pyreneje                                                     | 2905 m        |
| Pic Morto                                   | Pallars Jussà, Pallars Sobirà       | Pyreneje                                                     | 2902 m        |
| Pic de Sanfonts                             | La Massana, Andorra                 | Pyreneje                                                     | 2894 m        |
| Montsent de Pallars                         | Pallars Jussà                       | Pyreneje                                                     | 2883 m        |
| Bastiments                                  | Ripollès, Conflent                  | Pyreneje                                                     | 2881.3 m      |
| Pic de l'Infern                             | Ripollès, Conflent                  | Pyreneje                                                     | 2859.0 m      |
| la Faiada                                   | Alta Ribagorça, Pallars Jussà       | Pyrenejské podhůří                                           | 2859 m        |
| Pic de Noufonts                             | Ripollès, Conflent                  | Pyreneje                                                     | 2851.1 m      |
| Mont-roig                                   | Pallars Sobirà                      | Pyreneje                                                     | 2846.3 m      |
| Pic del Segre                               | Ripollès, Alta Cerdanya             | Pyreneje                                                     | 2843.2 m      |
| Pic de Freser                               | Ripollès, Conflent                  | Pyreneje                                                     | 2834.9 m      |
| Pic de Finestrelles or Cim de Finestrelles  | Ripollès, Alta Cerdanya             | Pyreneje                                                     | 2826.9 m      |
| Pic Petit de Segre                          | Ripollès, Alta Cerdanya             | Pyreneje                                                     | 2810.5 m      |
| Pic de la Fossa del Gegant                  | Ripollès, Conflent                  | Pyreneje                                                     | 2807.7 m      |
| Pic de Noucreus                             | Ripollès, Conflent                  | Pyreneje                                                     | 2799.2 m      |
| Pic de Salòria                              | Alt Urgell, Pallars Sobirà          | Pyreneje                                                     | 2789,3 m      |
| Pic d'Eina                                  | Ripollès, Alta Cerdanya             | Pyreneje                                                     | 2789.2 m      |
| Pica del Canigó                             | Conflent                            | Canigó (Pyreneje)                                            | 2786 m        |
| Monturull                                   | Alt Urgell                          | Pyreneje                                                     | 2761 m        |
| Tossal de la Truita or Pic de Perafita      | Baixa Cerdanya Andorra              | Pyreneje                                                     | 2753.2 m      |
| Gran Encantat                               | Pallars Sobirà                      | Pyreneje                                                     | 2748 m        |
| La Carabassa                                | Cerdanya                            | Pyreneje                                                     | 2740 m        |
| Coma del Clot                               | Ripollès                            | Pyreneje                                                     | 2739.0 m      |
| Petit Encantat                              | Pallars Sobirà                      | Pyreneje                                                     | 2734 m        |
| Tretzevents or Tres Vents                   | Vallespir                           | Canigó (Pyreneje)                                            | 2732 m        |
| Puig de Fontnegra                           | Ripollès                            | Pyreneje                                                     | 2727.7 m      |
| Torreneules                                 | Ripollès                            | Pyreneje                                                     | 2713.2 m      |
| Gra de Fajol                                | Ripollès                            | Pyreneje                                                     | 2708 m        |
| Pic de la Dona                              | Ripollès, Conflent                  | Pyreneje                                                     | 2702.5 m      |
| les Borregues                               | Ripollès                            | Pyreneje                                                     | 2692.8 m      |
| Puig de Pastuira                            | Ripollès                            | Pyreneje                                                     | 2353.8 m      |
| Pic Negre d'Urgell                          | Andorra                             | Pyreneje                                                     | 2693 m        |
| Pic de Serra Gallinera                      | Conflent                            | Pyreneje                                                     | 2663 m        |
| Vulturó                                     | Alt Urgell                          | Serra del Cadí Pyrenejské podhůří                            | 2648 m        |
| Puig d'Ombriaga                             | Ripollès, Conflent                  | Pyreneje                                                     | 2638.6 m      |
| Pic de Costa Cabirolera                     | Berguedà                            | Serra del Cadí (Prepirineu)                                  | 2604 m        |
| Tosa d'Alp                                  | Baixa Cerdanya                      | Pyreneje                                                     | 2587 m        |
| Balandrau                                   | Ripollès                            | Pyreneje                                                     | 2585.3 m      |
| Puig de Fontlletera                         | Ripollès                            | Pyreneje                                                     | 2577.3 m      |
| Gra de Fajol Petit                          | Ripollès                            | Pyreneje                                                     | 2566.9 m      |
| Torreta de Cadí                             | Alt Urgell                          | Serra del Cadí Pyrenejské podhůří                            | 2561.2 m      |
| Tuc del Caubo                               | Pallars Sobirà                      | Pyreneje                                                     | 2557.1 m      |
| Puig de Dòrria                              | Ripollès                            | Pyreneje                                                     | 2547.2 m      |
| Comabona                                    | Berguedà, Baixa Cerdanya            | Serra del Cadí (Prepirineu)                                  | 2547 m        |
| Lo Corrunco                                 | Alta Ribagorça                      | Pyreneje                                                     | 2543.3 m      |
| Roca Colom                                  | Ripollès, Vallespir, Conflent       | Pyreneje                                                     | 2506.5 m      |
| Pedraforca                                  | Berguedà                            | Pyrenejské podhůří                                           | 2497 m        |
| Costabona                                   | Ripollès, Vallespir                 | Pyreneje                                                     | 2464 m        |
| Puigllançada                                | Berguedà                            | Serra de Moixeró (Pyrenejské podhůří)                        | 2409.0 m      |
| Puig de la Collada Verda                    | Vallespir, Conflent                 | Pyreneje                                                     | 2403 m        |
| Pedró dels Quatre Batlles                   | Solsonès, Alt Urgell                | el Port del Comte (Pyrenejské podhůří)                       | 2386.5 m      |
| Cap del Verd                                | Alt Urgell, Solsonès                | Pyrenejské podhůří                                           | 2283.8 m      |
| Penyes Altes de Moixeró                     | Berguedà, Baixa Cerdanya            | Serra de Moixeró (Prepirineu)                                | 2276.1 m      |
| Puig Cerverís                               | Ripollès                            | Pyreneje                                                     | 2208.3 m      |
| Roca de la Feixa                            | Alta Ribagorça                      | Pyreneje                                                     | 2092.9 m      |
| Cap de Boumort                              | Pallars Jussà                       | Serra de Boumort Pyrenejské podhůří                          | 2075.2 m      |
| Cim de Pla de Pujalts                       | Ripollès                            | Serra de Montgrony Pyrenejské podhůří                        | 2056.1 m      |
| Taga                                        | Ripollès                            | Serra de Conivella Pyrenejské podhůří                        | 2038.3 m      |
| Puig Estela                                 | Ripollès                            | Serra Cavallera Pyrenejské podhůří                           | 2013.1 m      |
| Sant Amand                                  | Ripollès                            | Serra de Sant Amand (Pyrenees)                               | 1851.4 m      |
| Puig Cornador                               | Ripollès                            | Girona                                                       | 1799.7 m      |
| Turó de l'Home                              | Vallès Oriental                     | Montseny (Katalánské příbřežní pásmo)                        | 1706.7 m      |
| les Agudes                                  | Selva, Vallès Oriental              | Montseny (Catalan Pre-coastal Range)                         | 1706 m        |
| Matagalls                                   | Osona, Vallès Oriental              | Montseny (Catalan Pre-coastal Range)                         | 1697.9 m      |
| Pui de Lleràs                               | Pallars Jussà                       | Lleida Province                                              | 1691.9 m      |
| Tossal de les Torretes                      | Noguera                             | Montsec de Rúbies (Prepirineu)                               | 1676.4 m      |
| Sant Alís                                   | Noguera, Pallars Jussà              | Serra del Montsec                                            | 1675.3 m      |
| Tossal de Mirapallars i Urgell              | Noguera                             | Lleida Province                                              | 1672.4 m      |
| El Coscollet                                | Alt Urgell                          | Lleida Province                                              | 1610 m        |
| Montfalgars                                 | Ripollès                            | Girona Province                                              | 1608,1 m      |
| Comanegra                                   | Garrotxa, Vallespir                 | Pyrenees                                                     | 1551.8 m      |
| Puig de l'Obiol                             | Osona, Ripollès                     | Serra de Milany (Catalan Transversal Range)                  | 1543.6 m      |
| Milany                                      | Osona, Ripollès                     | Serra de Milany (Catalan Transversal Range)                  | 1533.3 m      |
| El Cogul                                    | Solsonès                            | Lleida Province                                              | 1526 m        |
| Puigsacalm                                  | Garrotxa                            | Katalánské příčné pásmo                                      | 1512.6 m      |
| Puigsacalm Xic                              | Garrotxa, Osona                     | Katalánské příčné pásmo                                      | 1490.5 m      |
| Roc del Comptador                           | Alt Empordà                         | Serra de les Salines (Pyrenees)                              | 1451 m        |
| El Moixer                                   | Alt Empordà                         | Serra de les Salines (Pyrenees)                              | 1443 m        |
| Mont Caro or Caro                           | Baix Ebre                           | Ports de Tortosa-Beseit (Iberský systém)                     | 1440.6 m      |
| Roc de Frausa                               | Alt Empordà                         | Serra de les Salines (Pyreneje)                              | 1421 m        |
| Sant Mamet                                  | Noguera                             | Prepirineu                                                   | 1391 m        |
| Puig de Bassegoda                           | Alt Empordà, Garrotxa               | Pyrenees                                                     | 1373 m        |
| Tossal dels Tres Reis or Tossal del Rei     | Montsià, Matarranya, Baix Maestrat  | Ports de Beseit (Catalan Pre-coastal Range)                  | 1350.3 m      |
| Sant Corneli                                | Pallars Jussà                       | Prepirineu                                                   | 1351 m        |
| Tossal d'en Cervera                         | Baix Maestrat, Montsià              | Ports de Beseit                                              | 1347.5 m      |
| Puig Drau                                   | Vallès Oriental, Osona              | Montseny (Katalánské příbřežní pásmo)                        | 1345.5 m      |
| el Negrell                                  | Montsià, País Valencià              | Ports de Tortosa-Beseit (Iberian System)                     | 1345 m        |
| Puig de l'Àliga                             | Osona                               | Serra de Curull (Katalánské příčné pásmo)                    | 1344.2 m      |
| el Sui                                      | Vallès Oriental                     | Montseny(Katalánské příbřežní pásmo)                         | 1322 m        |
| Cabrera                                     | Garrotxa, Osona                     | Collsacabra (Katalánské příčné pásmo)                        | 1307.7 m      |
| Turó de Morou                               | Vallès Oriental, Selva              | Montseny (Katalánské příbřežní pásmo)                        | 1303.6 m      |
| Turó del Samont                             | Vallès Oriental                     | Montseny (Katalánské příbřežní pásmo)                        | 1272 m        |
| Puig Neulós                                 | Alt Empordà, Rosselló               | Serra de l'Albera                                            | 1256 m        |
| Bellmunt                                    | Osona                               | Serra de Bellmunt (Katalánské příčné pásmo)                  | 1246.9 m      |
| Sant Jeroni                                 | Anoia, Bages, Baix Llobregat        | Montserrat (Katalánské příbřežní pásmo)                      | 1236.4 m      |
| Puig Cornador                               | Ripollès                            | Girona Province                                              | 1229.2 m      |
| Tosseta Rasa                                | Terra Alta                          | Ports de Tortosa-Beseit                                      | 1219 m        |
| Punta de la Torroja                         | Montsià, Aragó                      | Ports de Beseit (Katalánské příbřežní pásmo)                 | 1204.8 m      |
| Tossal de la Baltasana                      | Baix Camp, Conca de Barberà         | Muntanyes de Prades (Katalánské příbřežní pásmo)             | 1203 m        |
| Sant Miquel de Solterra                     | Selva                               | Guilleries (Katalánské příbřežní pásmo)                      | 1203 m        |
| Rocallarga                                  | Osona                               | Katalánské příčné pásmo                                      | 1186.5 m      |
| L'Espina                                    | Terra Alta, Baix Ebre               | Serra de l'Espina (Iberian System/Catalan Pre-coastal Range) | 1181 m        |
| Puntal de l'Albarda or L'Albarda Castellana | Baix Llobregat                      | Montserrat                                                   | 1177 m        |
| Roca Corbatera                              | Priorat                             | Montsant (Catalan Pre-coastal Range)                         | 1163 m        |
| Sant Benet                                  | La Selva                            | Girona Province                                              | 1150 m        |
| Mola d'Estat                                | Baix Camp, Conca de Barberà         | Muntanyes de Prades                                          | 1127.3 m      |
| Mare de Déu del Mont                        | Alt Empordà                         | Prepirineu                                                   | 1123.1 m      |
| Mola del Guerxet                            | Conca de Barberà                    | Isolated hill; Katalánská ústřední deprese                   | 1121.2 m      |
| Mola dels Quatre Termes                     | Baix Camp, Conca de Barberà         | Muntanyes de Prades                                          | 1117.7 m      |
| el Far                                      | Selva                               | Collsacabra (Katalánské příčné pásmo)                        | 1110.3 m      |
| Piló dels Senyalets                         | Priorat                             | Isolated hill; Katalánská ústřední deprese                   | 1107 m        |
| La Mola                                     | Vallès Occidental                   | Sant Llorenç del Munt (Katalánské příbřežní pásmo)           | 1104 m        |
| Punta de l'Aigua                            | Baix Ebre, Terra Alta               | Isolated hill; Katalánská ústřední deprese                   | 1091.6 m      |
| El Montmajor                                | Garrotxa                            | Katalánská ústřední deprese                                  | 1073.8 m      |
| Tossal d'Engrilló                           | Terra Alta                          | Isolated hill; Katalánská ústřední deprese                   | 1072 m        |
| Els Munts                                   | Osona                               |                                                              | 1057.1 m      |
| Montcau                                     | Vallès Occidental, Bages            | Sant Llorenç del Munt (Katalánské příbřežní pásmo)           | 1056.7 m      |
| Tagamanent                                  | Vallès Oriental                     | Montseny (Katalánské příbřežní pásmo)                        | 1,055.9 m     |
| la Mussara                                  | Baix Camp                           | Muntanyes de Prades (Katalánské příbřežní pásmo)             | 1055.6 m      |
| Turó de Bellver                             | Osona                               | (Katalánské příčné pásmo)                                    | 1041.5 m      |
| Puigsallança                                | Garrotxa                            | Serra de Finestres (Katalánské příčné pásmo)                 | 1026.2 m      |
| Puig Castellar                              | Osona                               | (Catalan Transversal Range)                                  | 1017 m        |
| Punta de la Barrina                         | Alt Camp                            | Muntanyes de Prades (Katalánské příbřežní pásmo)             | 1013.6 m      |
| Roca Centella                               | Vallès Oriental                     | Montseny (Katalánské příbřežní pásmo)                        | 1000.5 m      |
| Punta del Curull                            | Garrigues                           | Serra de la Llena                                            | 1021.9 m      |
| Turó de Sant Elies                          | Vallès Oriental                     | Montseny (Katalánské příbřežní pásmo)                        | 1003 m        |
| Puigsou                                     | Gironès                             | Muntanya de Rocacorba                                        | 0991.3 m      |
| Picorandan                                  | Baix Camp                           | Katalánské příbřežní pásmo                                   | 0991.2 m      |
| Montagut d'Ancosa                           | Alt Camp                            | (Katalánské příbřežní pásmo)                                 | 0963.1 m      |
| Castell de l'Airosa                         | Baix Ebre                           | Ports de Tortosa-Beseit                                      | 0953.8 m      |
| Creu de Santos                              | Baix Ebre, Ribera d'Ebre            | Serra de Cardó                                               | 0941.9 m      |
| Mola de Llaberia                            | Ribera d'Ebre, Baix Camp            | Serra de Llaberia (Katalánské příbřežní pásmo)               | 0918.3 m      |
| La Miranda                                  | Ribera d'Ebre, Baix Camp            | Serra de Llaberia (Katalánské příbřežní pásmo)               | 0918 m        |
| Mola de Colldejou                           | Baix Camp                           | Tivissa-Vandellós Mountains (Katalánské příbřežní pásmo)     | 0908.5 m      |
| La Tossa                                    | Pallars Jussà                       | Pyrenees                                                     | 0887 m        |
| Puig Sesarques                              | Gironès, Pla de l'Estany            |                                                              | 0880.3 m      |
| Tossal Gros                                 | Alt Camp, Conca de Barberà          | (Katalánské příbřežní pásmo)                                 | 0866.6 m      |
| Puig Cornador                               | Osona                               |                                                              | 0859.7 m      |
| Turó del Galutxo                            | Segarra                             |                                                              | 0851.5 m      |
| Turó de la Creu de Gurb                     | Osona                               |                                                              | 0841.6 m      |
| Còpia de Palomes                            | Anoia                               | Serra de Rubió                                               | 0837.5 m      |
| Les Tres alzines                            | Anoia                               | Serra de Rubió                                               | 0831.2 m      |
| La Moleta d'Alfara                          | Baix Ebre                           | (Serra de l'Espina)                                          | 0812 m        |
| Puig-l'agulla or Creu de Montagut           | Osona                               |                                                              | 0810.3 m      |
| Roc de la Guàrdia                           | Osona                               | (Catalan Transversal Range)                                  | 0809 m        |
| Turó de la Mamella                          | Vallès Occidental                   | Serra de l'Obac (Catalan Pre-Coastal Range)                  | 0806.6 m      |
| Tossal Gros de Vallbona                     | Urgell                              | Serra del Tallat                                             | 0802.9 m      |
| Puig de la Talaia                           | Baix Penedès                        | Serra del Montmell                                           | 0801.4 m      |
| La Cogulla                                  | Alt Camp, Conca de Barberà          | (Catalan Pre-coastal Range)                                  | 0785.6 m      |
| Tossa de Viamar                             | Baix Ebre                           | Serra de Cardó (Catalan Pre-coastal Range)                   | 0766.9 m      |
| Turó Gros                                   | Vallès Oriental                     | Massís del Montnegre (Catalan Coastal Range)                 | 0766.1 m      |
| Buinaca                                     | Baix Ebre                           | Serra del Boix (Catalan Pre-Coastal Range)                   | 0764.6 m      |
| La Torreta del Montsià                      | Montsià                             | Serra del Montsià (Catalan Pre-Coastal Range)                | 0764 m        |
| Morral de Cabrafeixet                       | Baix Ebre                           | Cardó Massif (Catalan Pre-Coastal Range)                     | 0753 m        |
| L'Avellanet                                 | Anoia                               | Serra of Rubió                                               | 0751.9 m      |
| Muntanya de Santa Bàrbara                   | Terra Alta                          | Ports de Tortosa-Beseit                                      | 0751 m        |
| Montalt                                     | Ribera d'Ebre                       | Serra de Montalt                                             | 0749 m        |
| Puig de les Torres                          | Alt Penedès                         | Catalan Pre-coastal Range                                    | 0748 m        |
| Molacima                                    | Montsià                             | Serra del Montsià                                            | 0748 m        |
| Puig de Sant Miquel                         | Anoia                               | Serra of Rubió                                               | 0733 m        |
| Molló Puntaire                              | Baix Camp                           | Los Dedalts (Catalan Coastal Range)                          | 0728 m        |
| Punta del Pollo                             | Baix Ebre                           | Catalan Pre-coastal Range                                    | 0693.9 m      |
| Puig Cornador                               | Osona                               |                                                              | 0682.7 m      |
| Montau                                      | Alt Penedès, Baix Llobregat         | Massís del Garraf (Catalan Coastal Range)                    | 0657.1 m      |
| La Foradada                                 | Montsià                             | Serra del Montsià (Catalan Coastal Range)                    | 0655 m        |
| Puig Cornador                               | Osona                               |                                                              | 0621.4 m      |
| Puig de la Cabrafiga                        | Baix Camp                           | Catalan Pre-Coastal Range                                    | 0614 m        |
| La Morella                                  | Baix Llobregat                      | Massís del Garraf (Catalan Coastal Range)                    | 0593.6 m      |
| Sant Roc d'Amer                             | Garrotxa, Gironès, Selva            | Catalan Transversal Range                                    | 0591 m        |
| Punta de l'Home                             | Terra Alta                          | Serra de la Fatarella (Catalan Central Depression)           | 0552 m        |
| Puig d'Arques                               | Baix Empordà                        | les Gavarres (Catalan Coastal Range)                         | 0532.2 m      |
| Puig de la Mola                             | Alt Penedès, Baix Llobregat, Garraf | Massís del Garraf (Catalan Coastal Range)                    | 0533.8 m      |
| Turó de Céllecs                             | Maresme, Vallès Oriental            | Serra del Corredor (Catalan Coastal Range)                   | 0534 m        |
| Puig de les Cadiretes                       | Gironès, Selva                      | Massís de les Cadiretes (Catalan Coastal Range)              | 0518 m        |
| Puig de l'Hospici                           | Baix Llobregat, Vallès Occidental   | Serra de l'Hospici (Catalan Coastal Range)                   | 0517.9 m      |
| Tibidabo                                    | Barcelonès                          | Serra de Collserola (Catalan Coastal Range)                  | 0512 m        |
| Puntal dels Escambrons                      | Segrià, Ribera d'Ebre               | Pla de Lleida                                                | 0500.0 m      |
| Montmeneu                                   | Segrià                              | Pla de Lleida                                                | 0493.9 m      |
| Puig Cornador                               | Garrotxa                            | Girona Province                                              | 0450.7 m      |
| Puig d'Olorda                               | Baix Llobregat                      | Serra de Collserola (Catalan Coastal Range)                  | 0436 m        |
| Puig de les Cols                            | Baix Empordà                        | Massís del Montgrí (Catalan Coastal Range)                   | 0415.7 m      |
| Montclar                                    | Baix Empordà                        | (Catalan Coastal Range)                                      | 0401.1 m      |
| Puig d'Ossa                                 | Baix Llobregat                      | Serra de Collserola (Catalan Coastal Range)                  | 0399 m        |
| Puig de Sant Baldiri                        | Baix Empordà                        | (Catalan Coastal Range)                                      | 0398.0 m      |
| Tossa Grossa de Montferri                   | Alt Camp                            | (Katalánsképřbřežní pásmo)                                   | 0387.3 m      |
| Penya del Moro                              | Baix Llobregat                      | Serra de Collserola (Katalánské pobřežní pásmo)              | 0375 m        |
| Montgròs                                    | Garraf                              | Massís del Garraf (Katalánské pobřežní pásmo)                | 0359.2 m      |
| La Mola                                     | Tarragonès, Baix Penedès            | Katalánské příbřežní pásmo                                   | 0316.6 m      |
| Puig d'en Boronet                           | Garraf                              | Massís del Garraf (Katalánské pobřežní pásmo)                | 0315 m        |
| Montplà                                     | Baix Empordà                        | Massís del Montgrí (Katalánské pobřežní pásmo)               | 0310.3 m      |
| Muntanya d'Ullà                             | Baix Empordà                        | Massís del Montgrí (Katalánské pobřežní pásmo)               | 0306.2 m      |
| Montgrí                                     | Baix Empordà                        | Massís del Montgrí (Katalánské pobřežní pásmo)               | 0303.0 m      |
| Tossal de l'Infern                          | Pla d'Urgell                        | Tossals de Torregrossa                                       | 0301.4 m      |
| La Fita Alta                                | Pla d'Urgell                        | Classif. unclear                                             | 0289.2 m      |
| Fita dels Tres Termes                       | Alt Penedès, Garraf                 | Massís del Garraf (Katalánské pobřežní pásmo)                | 0276.5 m      |
| La Talaia                                   | Alt Penedès, Garraf                 | Massís del Garraf (Katalánské pobřežní pásmo)                | 0269.1 m      |
| La Cogulla                                  | Priorat                             | Isolated hill; Katalánská centrální sníženina                | 0244.3 m      |
| Turó de la Dona Morta                       | Selva                               | Hill of the Katalánská příbřežní sníženina                   | 0190.0 m      |
| Punta dels Guíxols                          | Baix Empordà                        | (Katalánské pobřežní pásmo)                                  | 0037 m        |